# 翔東邨
翔東邨（英語：Cheung Tung Estate）是香港房屋委員會興建中的公共租住屋邨，位於新界離島區東涌迎東路與錦東街交界，亦是東涌東填海區首兩條興建的屋邨之一。
屋苑由房屋署總建築師負責總體設計、周林建築師事務所負責細部設計，並由有利建築承建，預計2025年完工。

## 歷史
政府於2017年底開始在東涌東進行填海，以擴展東涌新市鎮。至2019年2月，房委會獲撥出填海區兩幅用地，以興建兩條公共屋邨，隨後於2020年3月分別動工，成為東涌東發展區內首批動工的房屋項目。
因應公屋需求上升，房委會於此邨動工後不久，隨即申請增加地積比，並獲批准。
至2023年10月，上述兩條屋邨命名正式連同租金一併公佈，當中此邨命名為「翔東邨」。
按照原有時間表，翔東邨將於2023/24年度落成。但受制於地質問題導致施工延誤，此邨將延至2025年才落成入伙。

## 屋邨資料

### 樓宇
| 樓宇名稱（座號） | 樓宇類型                 | 落成年份 | 樓宇層數 | 每層伙數                            | 單位總數（伙） | 建築師                          | 總承建商 （地基承建商） | 提供升降機的廠商 |
| ---------------- | ------------------------ | -------- | -------- | ----------------------------------- | -------------- | ------------------------------- | ----------------------- | ---------------- |
| 翔日樓（第1座）  | 非標準設計大廈 （X型）   | 2025年   | 41       | 32                                  | 1312           | 房屋署總建築師 周林建築師事務所 | 有利建築 （俊和集團）   | 日立             |
| 翔月樓（第2座）  | 非標準設計大廈 （X型）   | 2025年   | 41       | 32                                  | 1312           | 房屋署總建築師 周林建築師事務所 | 有利建築 （俊和集團）   | 日立             |
| 翔星樓（第3座）  | 非標準設計大廈 （Y字型） | 2025年   | 41       | 26                                  | 1066           | 房屋署總建築師 周林建築師事務所 | 有利建築 （俊和集團）   | 日立             |
| 翔輝樓（第4座）  | 非標準設計大廈 （Y字型） | 2025年   | 41       | 24                                  | 984            | 房屋署總建築師 周林建築師事務所 | 有利建築 （俊和集團）   | 日立             |
| 翔耀樓（第5座）  | 非標準設計大廈 （L型）   | 2025年   | 12       | 1樓-7樓 每層20戶, 8樓-12樓 每層16戶 | 220            | 房屋署總建築師 周林建築師事務所 | 有利建築 （俊和集團）   | 日立             |

值得一提的是，翔耀樓為全港首座採用「組裝合成」技術興建的公營房屋。

### 配套設施
除休憩花園、遊樂場、籃球場及園景平台，此邨亦設有若干配套設施，包括名為「翔東@潮薈」的地下舖位、屋邨停車場、管理處；而在翔輝樓地下，則設有啟思幼稚園（杏花邨）的新校舍，於2024年7月完成分配。
此外，翔耀樓對出亦設有一個公共交通交匯處，設有七個巴士上落客處及八個巴士停車處，而其下方則另設一個公眾停車場，兩者均由政府撥款及管理，並由房委會代建。

## 施工圖集

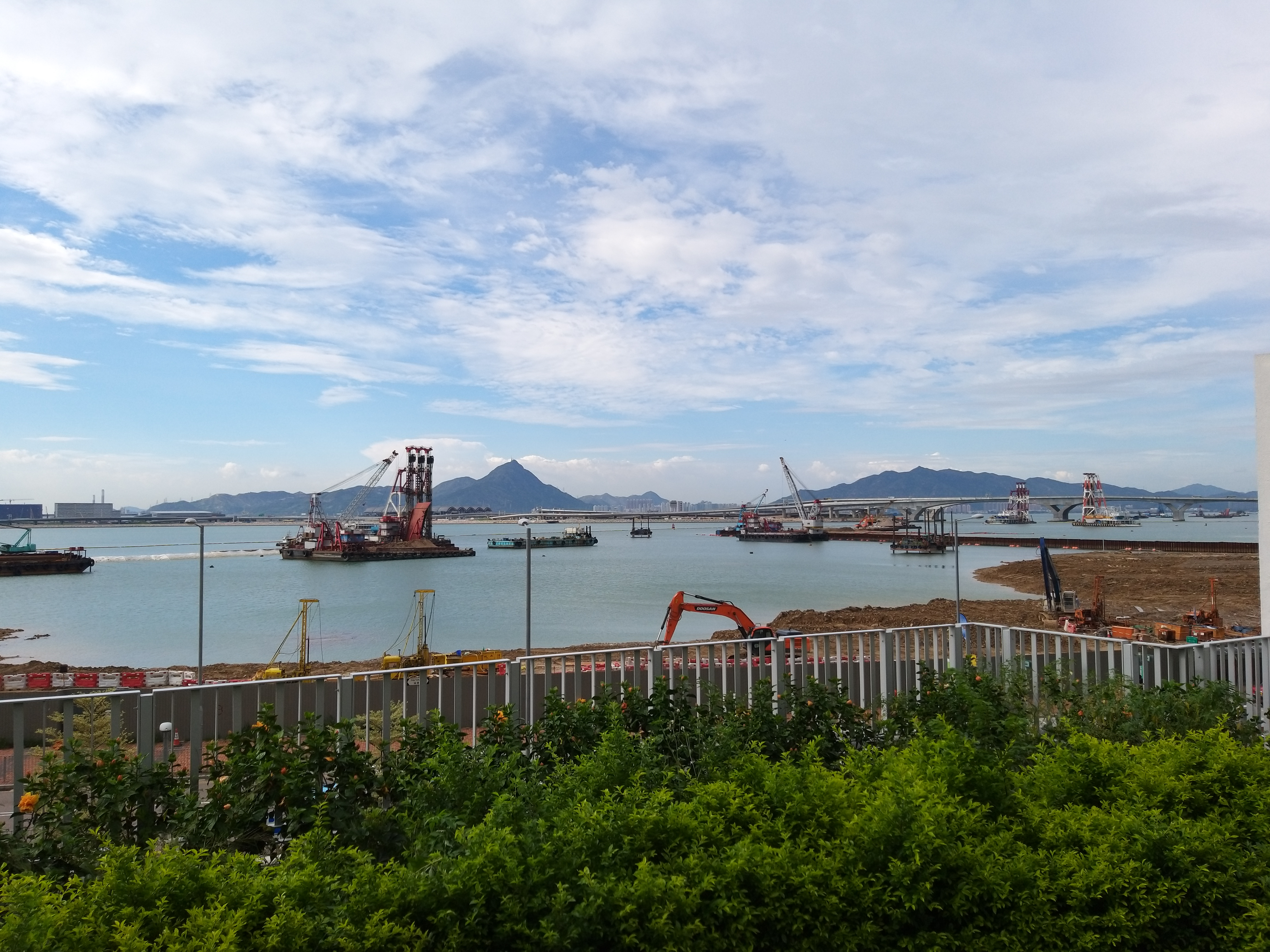
翔東邨位置仍在填海（2019年8月）
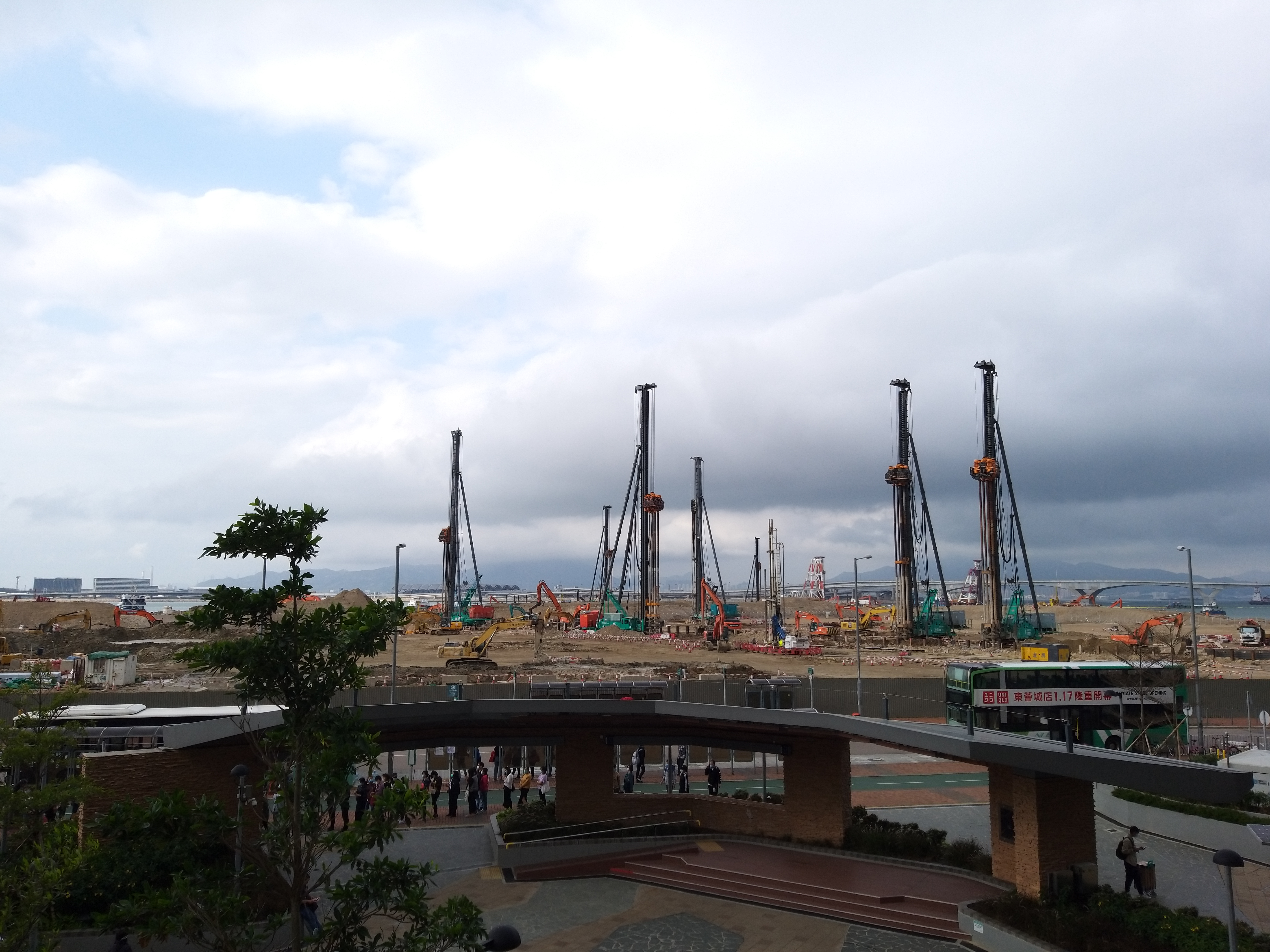
屋邨用地即將交付（2020年3月）
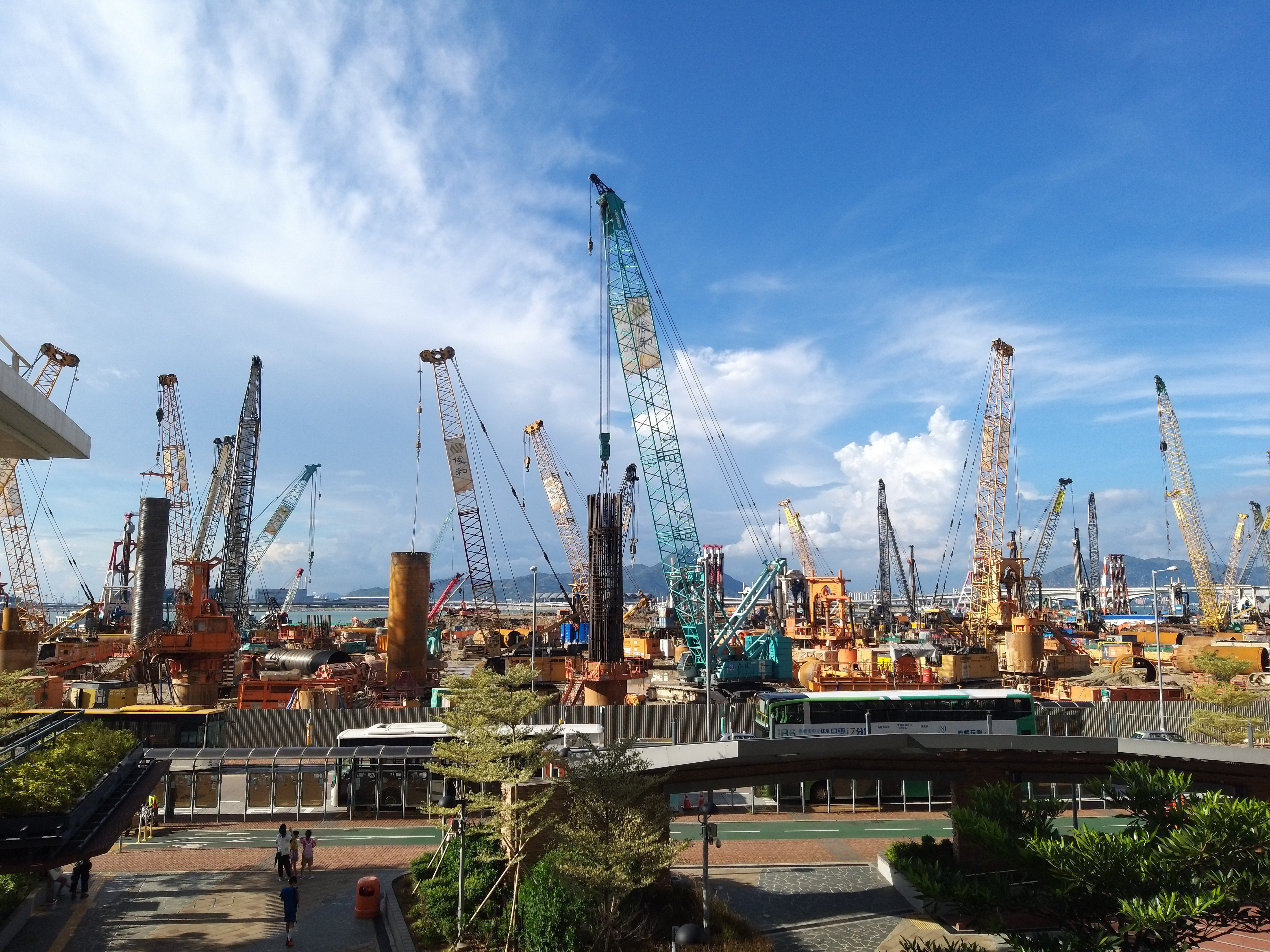
地基工程進行中（2020年9月）
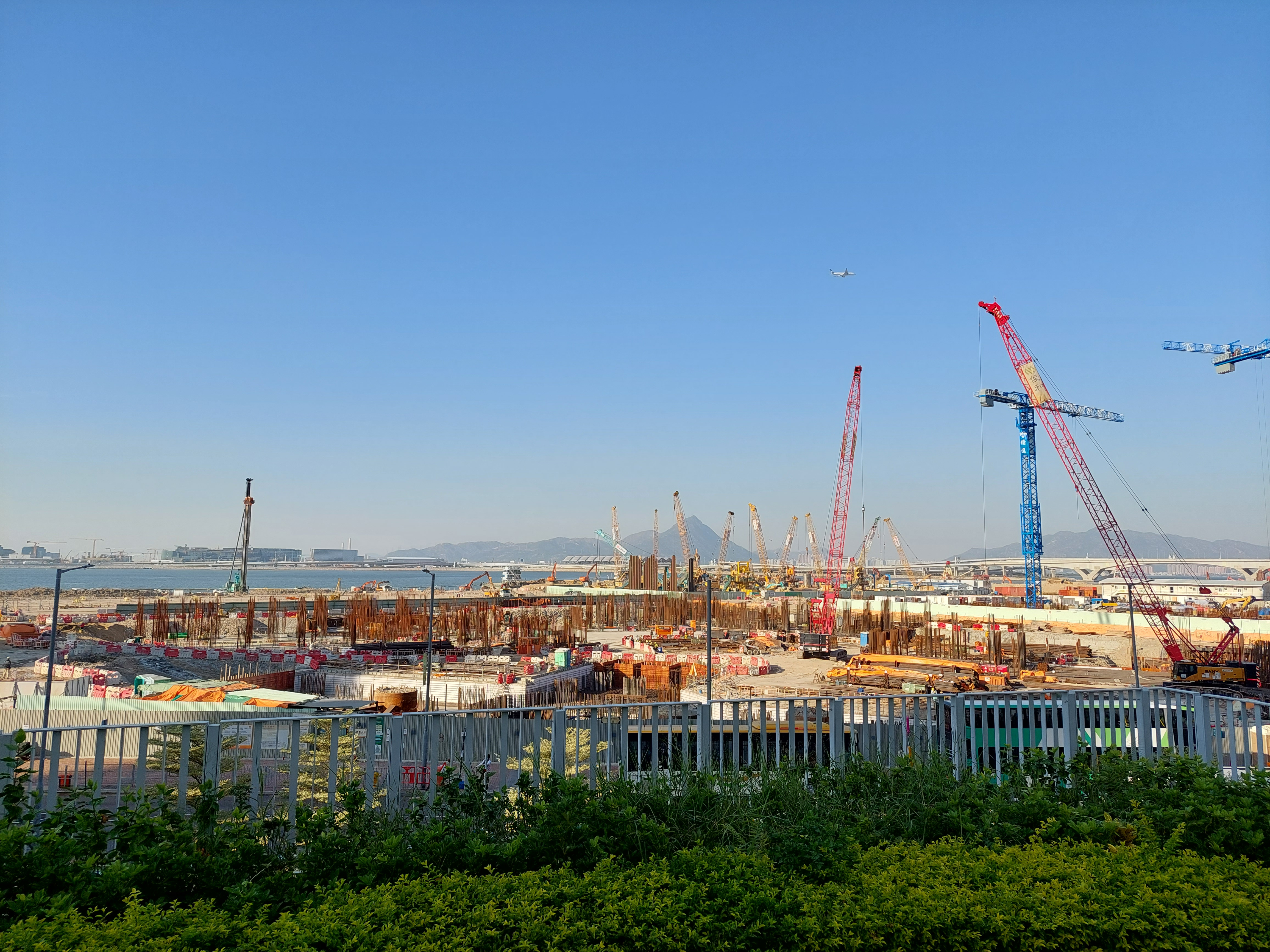
除翔耀樓外，均已完成地基工程（2021年12月）
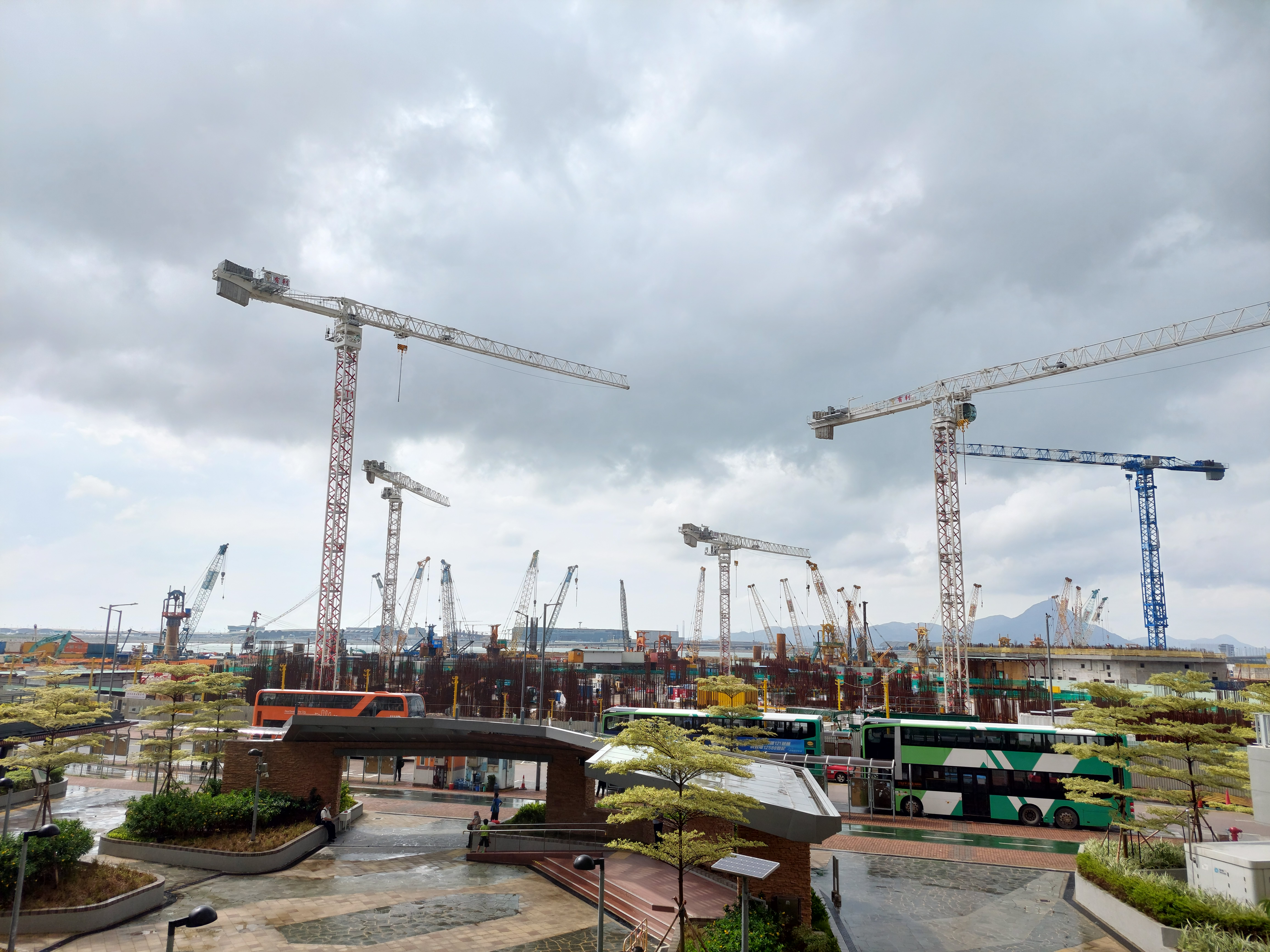
展開上蓋工程（2022年6月）
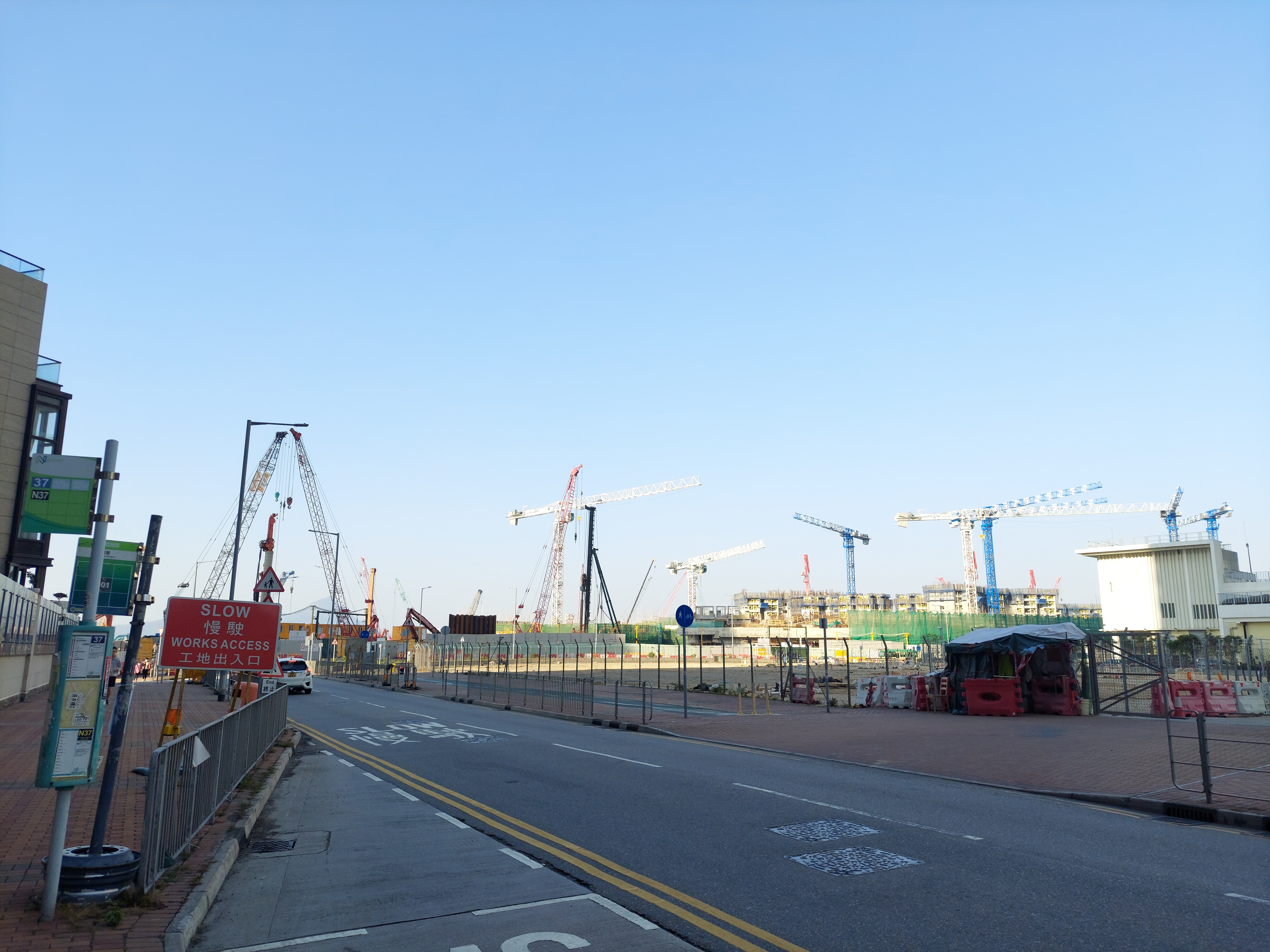
2023年1月
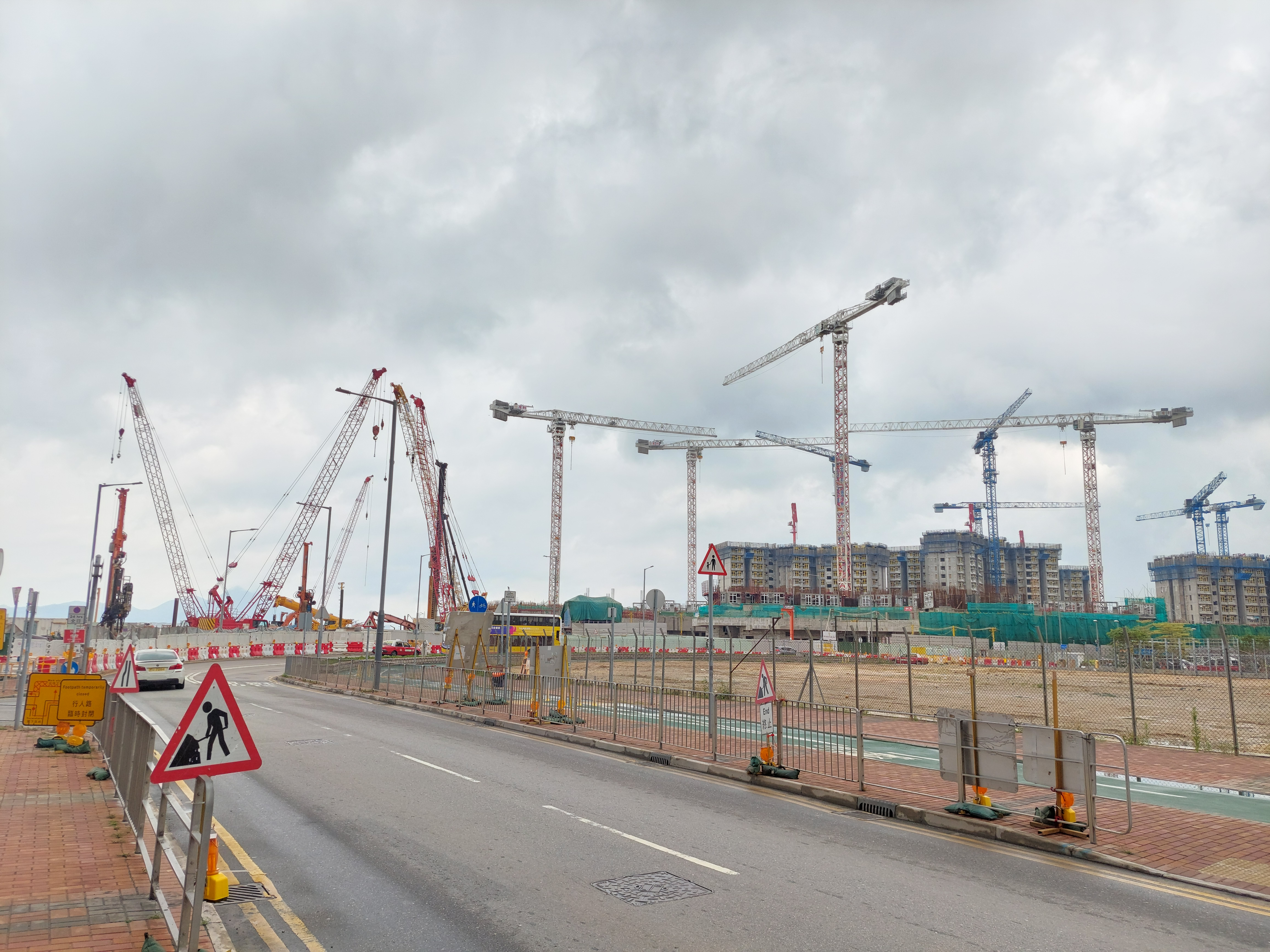
2023年4月
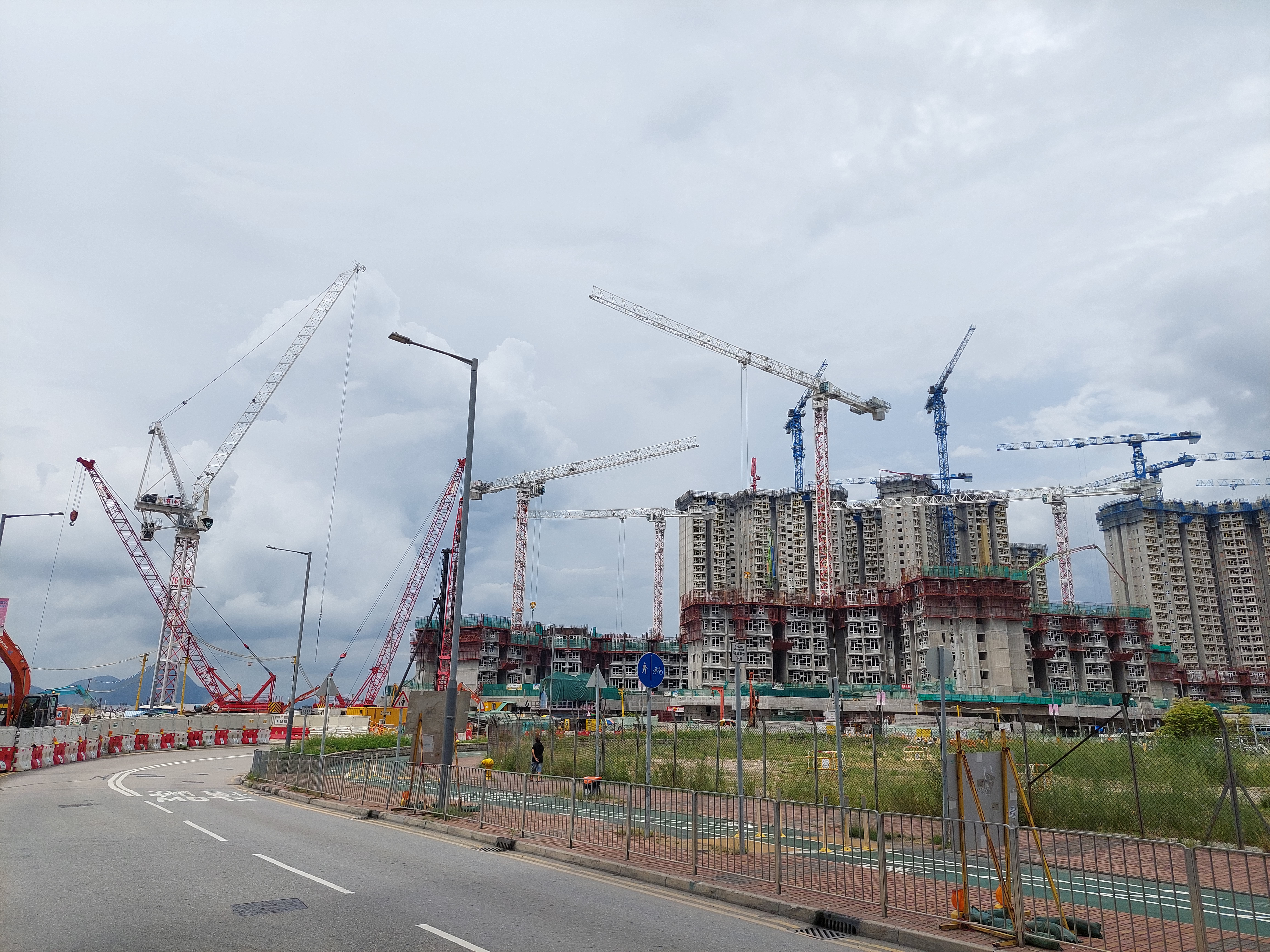
2023年8月
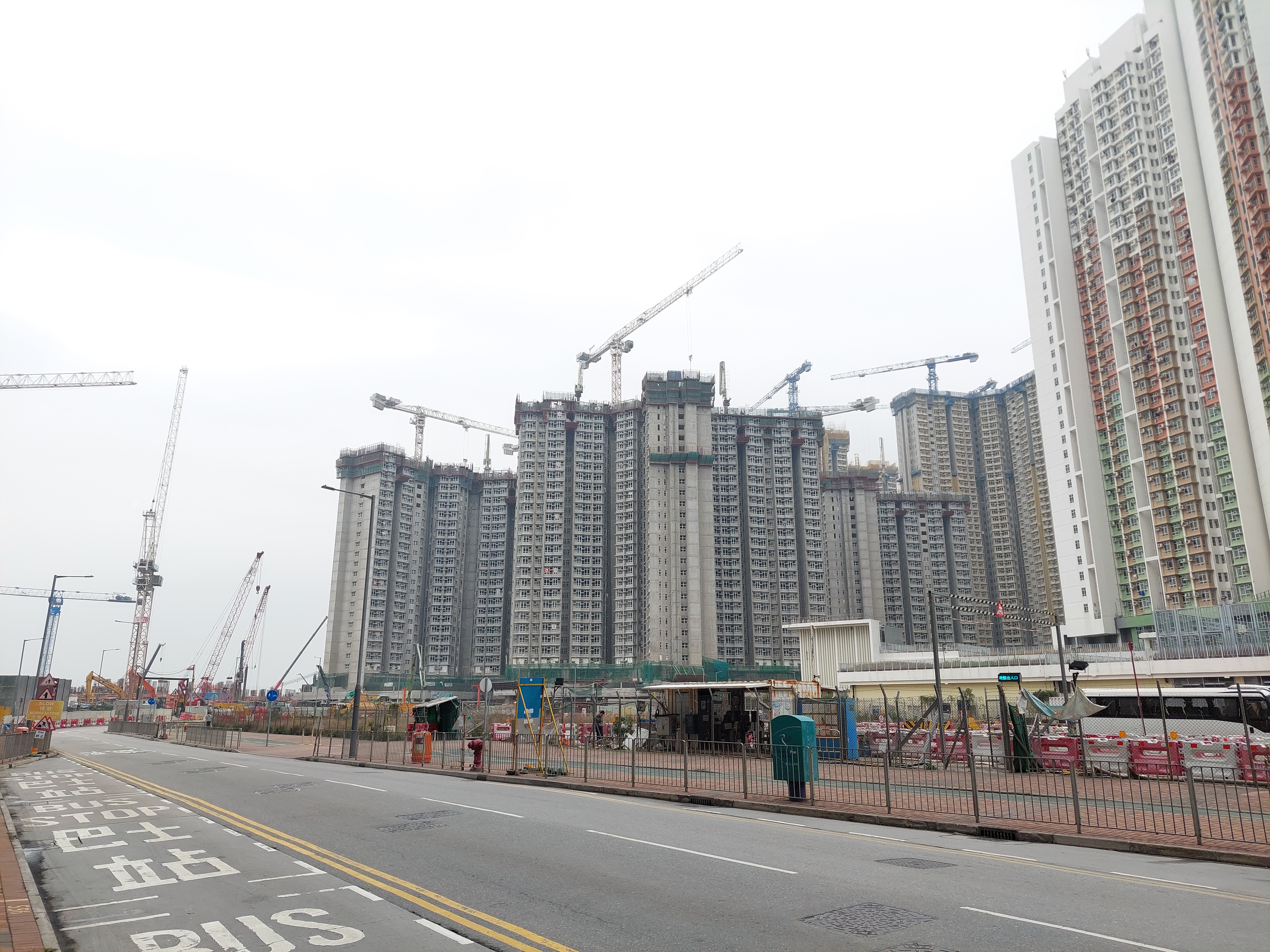
2024年3月
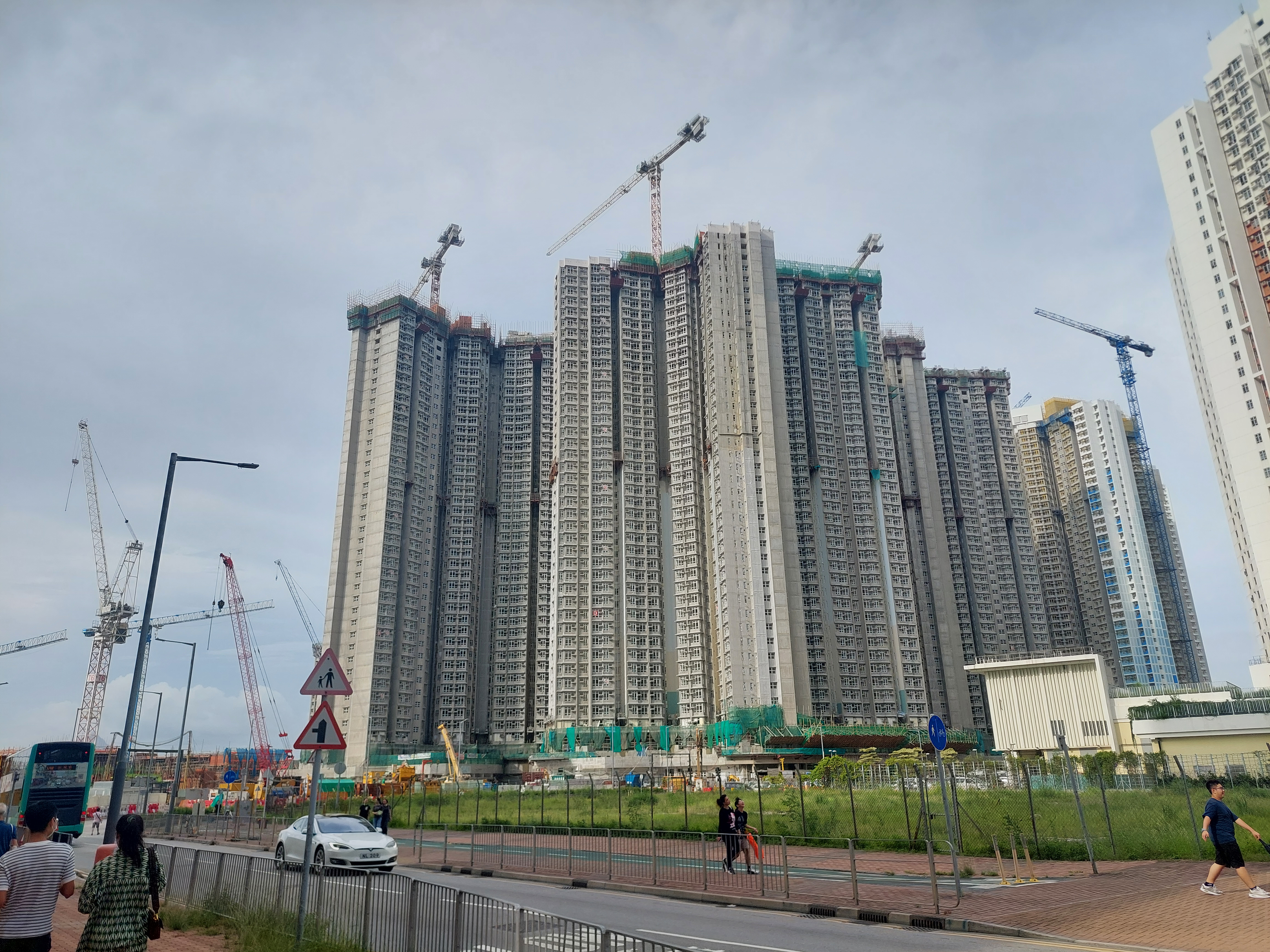
第1-4座即將封頂（2024年9月）

## 鄰近地方
- 昇薈
- 東環
- 東涌103區居屋（興建中）
- 裕興苑（興建中）
- 雋東邨（興建中）
- 迎東邨
- 香港樹人學校（興建中）及擬建東涌漢華中學

## 註解
1. ↑  包括地下，但不包括天台
2. ↑  樓宇英文名稱與黃大仙上邨已拆卸的長逸樓相同
3. ↑  樓宇英文名稱與黃大仙上邨已拆卸的長悅樓相同
4. ↑  樓宇英文名稱與黃大仙上邨已拆卸的長耀樓相同
5. ↑  不包括兩層地庫停車場